# História de Bragança
A área do actual concelho de Bragança era já uma povoação importante durante a ocupação romana. Durante algum tempo teve a designação de Juliobriga dada a Brigantia pelo imperador Augusto em homenagem a teu seu tio Júlio César.
Destruída durante as guerras entre cristãos e mouros, encontrava-se em território pertencente ao mosteiro beneditino de Castro de Avelãs quando a adquiriu, por troca, em 1130, D.Fernando Mendes, cunhado de D. Afonso Henriques. Reconstruída no lugar de Benquerença, D. Sancho I concedeu-lhe foral em 1187 e libertou-a em 1199 do cerco que lhe impusera Afonso IX de Leão, pondo-lhe então definitivamente o nome de Bragança.
O regente D. Pedro, em 1442, elevou Bragança a cabeça de ducado concedido a seu irmão ilegítimo D: Afonso, 8º conde de Barcelos e que fora denro de D. Nuno Álvares Pereira.
Em 1445, Bragança recebeu a concessão de uma feira franca e em 1446 D. Afonso V elevou-a à categoria de cidade.
A 5 de Março de 1770, Bragança tornou-se sede uma diocese; passou a ter unida a si, desde 27 de Setembro de 1780, a diocese de Miranda (criada a 22 de Maio de 1545). ficando a sede em Bragança - por isso a designação oficial da diocese é de «Bragança e Miranda».